# Мабе, Манабу
Манабу Мабе (Manabu Mabe) (яп. マナブ間部) (14 сентября 1924 – 22 сентября 1997) — бразильский художник японского происхождения.

## Биография
До того, как Мабе достиг известности, он работал продавцом расписанных вручную галстуков в Сан-Паулу.
В конце 1950-х художник получил первый приз на выставке современного искусства в Сан-Паулу (São Paulo’s Contemporary Art Salon), высшую награду как лучший художник Бразилии на биеннале в Сан-Паулу и победил в номинации «деятели искусства до 35 лет» на первом биеннале в Париже.
Скончался в Сан-Паулу.

## Исчезновение картин на борту пропавшего самолёта
30 января 1979 после выставки в Токио 153 работы Мабе летели домой на борту Боинга-707, который должен был следовать в Бразилию с промежуточной посадкой в Лос-Анджелесе. Самолёт пропал над Тихим океаном примерно в 30 минутах и 200 километрах к востоку-северо-востоку полёта от Токио. Обломки до сих пор не найдены, поэтому причина происшествия неизвестна. Картины тоже пропали. Цена их составляла 1,24 миллиона долларов США.